# Aaron Mokoena
Teboho Aaron Mokoena (* 25. listopadu 1980) je bývalý jihoafrický fotbalista.

## Reprezentační kariéra
Hrál na Letních olympijských hrách v roce 2000, kde Jihoafrická republika skončila třetí ve skupině D.
Mokoena hrál také na Africkém poháru národů v roce 2002 a v roce 2004. V lednu 2008 byl Mokoena kapitánem Jihoafrické republiky na Africkém poháru národů 2008 v Ghaně. Byl kapitánem na Konferenčním poháru FIFA 2009 a Mistrovství světa ve fotbale 2010, oba dva turnaje se konaly v Jihoafrické republice.
| # | Datum         | Místo          | Soupeř | Skóre na | Výsledek | Soutěž                                   |
| - | ------------- | -------------- | ------ | -------- | -------- | ---------------------------------------- |
| 1 | 8. října 2006 | Lusaka, Zambie | Zambie | 1 : 0    | 1 : 0    | Kvalifikace na Africký pohár národů 2008 |